# Unione Polisportiva Comunale Graphistudio Tavagnacco 2007-2008
Questa voce raccoglie le informazioni riguardanti l'Unione Polisportiva Comunale Graphistudio Tavagnacco nelle competizioni ufficiali della stagione 2007-2008.

## Stagione
Durante la campagna acquisti dell'estate 2007 la dirigenza della società friulana ingaggia il tecnico Edoardo Bearzi, libero dagli impegni con il Sevegliano che aveva allenato nel campionato maschile di Eccellenza Friuli-Venezia Giulia. Il calciomercato si limita alla sostituzione nel reparto difensivo di Giorgia Simonato con Nenè Nhaga Bissoli, di provenienza Porto Mantovano, e l'esperta Daniela Turra, in arrivo dal ACF Milan.
La stagione si inaugura il 9 settembre, con il primo incontro del girone D di Coppa Italia 2007-2008, girone composto da squadre friulane, Chiasiellis (Serie A) e Campagna (Serie A2), quest'ultima caratterizzata dal comune sponsor Graphistudio, e venete, Barcon e Mestre 1999. Superato da imbattuta il primo turno, la squadra trova agli ottavi di finale il Venezia 1984, conquistando il passaggio del turno solo nella partita di ritorno grazie alla rete di Paola Brumana che nel secondo tempo della partita casalinga fissa il risultato sul 3-2 dopo che all'andata l'incontro era terminato per tre reti a testa. Nei quarti di finale l'avversaria Bardolino Verona, Campione d'Italia in carica, nonché nuovamente a fine stagione, e detentrice della Supercoppa, si conferma ostica, con il Tavagnacco incapace di arginare l'attacco scaligero nell'incontro di andata, terminato 6-1 in casa delle veronesi, e che vede l'eliminazione dal torneo perdendo anche al ritorno casalingo per 3-1.
Il campionato di Serie A viene giocato sempre ad alti livelli, consentendo al termine di raggiungere il quarto posto in classifica con 36 punti, grazie a dieci vittorie, sei pareggi e sei sconfitte, a un punto dalla Fiammamonza e sopravanzando di uno il Torino, che doveva comunque scontare un punto di penalizzazione, ma a 12 punti dalla Torres che, come seconda, accede alla UEFA Women's Cup 2008-2009.

## Divise e sponsor
Anche per la stagione 2007-2008 lo sponsor principale continua ad essere Graphistudio.

## Organigramma societario
Dati estratti dal sito Football.it
Area amministrativa
- Presidente: Vincenzo Picheo
- Direttore generale: Gianluca Baggio
- Direttore sportivo: Luigi Gressani
- Segretario generale: Paolo Foschiani

Area tecnica
- Allenatore: Edoardo Bearzi
- Massaggiatore: Antonio Celotti
- Responsabile Tecnico: Franco Franceschetti

## Rosa
Rosa e ruoli tratti dal sito Football.it.
| N. |                   | Ruolo | Calciatrice        |
| -- | ----------------- | ----- | ------------------ |
|    | Italia (bandiera) | P     | Eleonora Buiatti   |
|    | Italia (bandiera) | P     | Cristina Marcutti  |
|    | Italia (bandiera) | D     | Nenè Nhaga Bissoli |
|    | Italia (bandiera) | D     | Stefania Donà      |
|    | Italia (bandiera) | D     | Sara Gama          |
|    | Italia (bandiera) | D     | Michela Martinelli |
|    | Italia (bandiera) | D     | Laura Minisini     |
|    | Italia (bandiera) | D     | Jasmine Tabacchi   |
|    | Italia (bandiera) | D     | Daniela Turra      |
|    | Italia (bandiera) | C     | Debora Bucovaz     |

| N. |                   | Ruolo | Calciatrice        |
| -- | ----------------- | ----- | ------------------ |
|    | Italia (bandiera) | C     | Elisa Camporese    |
|    | Italia (bandiera) | C     | Sara Di Filippo    |
|    | Italia (bandiera) | C     | Francesca Pividori |
|    | Italia (bandiera) | C     | Diasnia Simeoni    |
|    | Italia (bandiera) | C     | Elena Stabile      |
|    | Italia (bandiera) | C     | Laura Tommasella   |
|    | Italia (bandiera) | A     | Romina Battistin   |
|    | Italia (bandiera) | A     | Paola Brumana      |
|    | Italia (bandiera) | A     | Ilaria Mauro       |

## Calciomercato

### Sessione estiva
| Acquisti | Acquisti           | Acquisti        | Acquisti   |
| R.       | Nome               | da              | Modalità   |
| -------- | ------------------ | --------------- | ---------- |
| D        | Nenè Nhaga Bissoli | Porto Mantovano | definitivo |
| D        | Daniela Turra      | ACF Milan       | definitivo |

| Cessioni | Cessioni          | Cessioni | Cessioni |
| R.       | Nome              | a        | Modalità |
| -------- | ----------------- | -------- | -------- |
| D        | Giorgia Simonato  | ???      |          |
| C        | Francesca Sterzai | ???      |          |
| A        | Paola Bologna     | ???      |          |

## Risultati

### Serie A

#### Girone di andata
| Arbitro: | Bedin (Padova) |

|                           |           |                      |
| Mauro 3’ Brumana 47’, 74’ | Marcatori | 23’ Colzi 69’ Guagni |

| Monza 22 settembre 2007 2ª giornata | Fiammamonza           | 0 – 0 referto | Graphistudio Tavagnacco | Stadio Gino Alfonso Sada\| Arbitro: \| Andrea Bianchi (Como) \| |
| Arbitro:                            | Andrea Bianchi (Como) |               |                         |                                                                 |

| Arbitro: | Christian Vaccher (Pordenone) |

|                                                       |           |                        |
| Di Filippo 12’, 20’ Mauro 35’, 49’ Brumana 45’ (rig.) | Marcatori | 60’ Ceroni 71’ Mangili |

| Arbitro: | Enrico Gioda (Nichelino) |

|                  |           |                           |
| Zorri 68’ (rig.) | Marcatori | 17’ Camporese 80’ Brumana |

| Arbitro: | Lorenzo Ferrari (Mestre) |

|  |           |              |
|  | Marcatori | 25’ Sabatino |

| Arbitro: | Morello (Gallarate) |

|             |           |                            |
| Carpino 55’ | Marcatori | 16’ Mauro 47’, 86’ Brumana |

| Arbitro: | Marco Fadda (Cagliari) |

|                         |           |            |
| Fuselli 50’ Perelli 65’ | Marcatori | 8’ Brumana |

| Arbitro: | Marco Foscato (Venezia) |

|                            |           |                                |
| Brumana 13’, 31’ Mauro 43’ | Marcatori | 51’, 86’ Laddaga 73’ Celentano |

| Arbitro: | Walther Colì (Bologna) |

|                                                            |           |  |
| Motta 28’ Panico 63’ Bissoli 80’ (aut.) Girelli 92’ (rig.) | Marcatori |  |

| Arbitro: | Bazzini (Conegliano) |

|                    |           |                            |
| Brumana 17’ (rig.) | Marcatori | 68’, 83’ Maglio 72’ Paroni |

| Arbitro: | Davide Sozzo (Bassano del Grappa) |

|                         |           |                            |
| Rigatti 53’ Adegoke 85’ | Marcatori | 11’, 20’ Stabile 91’ Mauro |

#### Girone di ritorno
| Arbitro: | Alfredo Pavone (Forlì) |

|           |           |                   |
| Colzi 74’ | Marcatori | 3’ (rig.) Brumana |

| Arbitro: | Giovanni Baccini (Conegliano) |

|                       |           |  |
| Turra 42’ Stabile 52’ | Marcatori |  |

| Arbitro: | Gianluca Bellero (Casale Monferrato) |

|            |           |                      |
| Ceroni 23’ | Marcatori | 3’ Mauro 60’ Brumana |

| Arbitro: | Giovanni Baccini (Conegliano) |

|                              |           |            |
| Brumana 83’ (rig.) Turra 87’ | Marcatori | 38’ Sodini |

| Arbitro: | Sandro Ghiroldi (Lovere) |

|          |           |                       |
| Berg 12’ | Marcatori | 49’ Brumana 57’ Turra |

| Arbitro: | Lorenzo Ferrari (Mestre) |

|                      |           |             |
| Camporese 82’ (rig.) | Marcatori | 63’ Bonetti |

| Arbitro: | Giovanni Baccini (Conegliano) |

|                    |           |             |
| Mauro 5’ Turra 61’ | Marcatori | 38’ Perelli |

| Arbitro: | Simone Spolaore (Torino) |

|           |           |             |
| Croce 85’ | Marcatori | 57’ Bissoli |

| Arbitro: | Luca Zanette (Conegliano) |

|                       |           |                                                      |
| Bissoli 60’ Mauro 85’ | Marcatori | 16’ Boni 41’ Vicchiarello 63’ Tuttino 77’ Gabbiadini |

| Arbitro: | Simone Cavasino (Monfalcone) |

|                      |           |                  |
| Lavia 55’ Cester 80’ | Marcatori | 15’, 46’ Brumana |

| Arbitro: | Marco Cigana (Pordenone) |

|  |           |                           |
|  | Marcatori | 1’ Adegoke 44’ Meneghelli |

### Coppa Italia

#### Primo turno
Girone D
| 9 settembre 2007, ore 15:00 CEST                                          | Barcon    | 0 – 11 referto                          | Graphistudio Tavagnacco |  |
| \| \| \| \| \| \| Marcatori \| Mauro Brumana Di Filippo Gama Battistin \| |           |                                         |                         |  |
|                                                                           |           |                                         |                         |  |
|                                                                           | Marcatori | Mauro Brumana Di Filippo Gama Battistin |                         |  |

| Arbitro: | Christian Vaccher (Pordenone) |

|                                                                         |           |  |
| Turra 6’ Sedonati 16’ (aut.) Brumana 41’, 90+2’ Bucovaz 83’ Simeoni 85’ | Marcatori |  |

| Mestre 4 novembre 2007, ore 14:30 CET                              | Mestre 1999 | 0 – 6 referto                    | Graphistudio Tavagnacco |  |
| \| \| \| \| \| \| Marcatori \| Tommasella Bucovaz Mauro Brumana \| |             |                                  |                         |  |
|                                                                    |             |                                  |                         |  |
|                                                                    | Marcatori   | Tommasella Bucovaz Mauro Brumana |                         |  |

| Arbitro: | Christian Vaccher (Pordenone) |

|                            |           |  |
| Mauro 15’, 32’ Stabile 45’ | Marcatori |  |

#### Ottavi di finale
| Arbitro: | Walther Colì (Bologna) |

|                                               |           |                       |
| Ranzolin 24’ Cavallini 62’ (rig.) Laterza 82’ | Marcatori | 25’, 30’, 44’ Brumana |

| Arbitro: | Vaccher (Pordenone) |

|                            |           |                             |
| Mauro 19’, 38’ Brumana 62’ | Marcatori | 25’ Cavallini 32’ Capovilla |

#### Quarti di finale
| Arbitro: | Andrea Milan (Padova) |

|                                                                      |           |             |
| Panico 16’, 32’ Gabbiadini 67’ Boni 83’ Tuttino 89’ Vicchiarello 92’ | Marcatori | 58’ Brumana |

| Arbitro: | Zanetti (Conegliano) |

|             |           |                         |
| Brumana 20’ | Marcatori | 3’, 62’, 85’ Gabbiadini |

## Statistiche

### Statistiche di squadra
| Competizione | Punti | In casa | In casa | In casa | In casa | In casa | In casa | In trasferta | In trasferta | In trasferta | In trasferta | In trasferta | In trasferta | Totale | Totale | Totale | Totale | Totale | Totale | DR  |
| Competizione | Punti | G       | V       | N       | P       | Gf      | Gs      | G            | V            | N            | P            | Gf           | Gs           | G      | V      | N      | P      | Gf     | Gs     | DR  |
| ------------ | ----- | ------- | ------- | ------- | ------- | ------- | ------- | ------------ | ------------ | ------------ | ------------ | ------------ | ------------ | ------ | ------ | ------ | ------ | ------ | ------ | --- |
| Serie A      | 36    | 11      | 5       | 2       | 4       | 21      | 20      | 11           | 5            | 4            | 2            | 17           | 16           | 22     | 10     | 6      | 6      | 38     | 36     | +2  |
| Coppa Italia | -     | 4       | 3       | 0       | 1       | 13      | 5       | 4            | 2            | 1            | 1            | 21           | 9            | 8      | 5      | 1      | 2      | 34     | 14     | +20 |
| Totale       | -     | 15      | 8       | 2       | 5       | 34      | 25      | 15           | 7            | 5            | 3            | 38           | 25           | 30     | 15     | 7      | 8      | 72     | 50     | +22 |

### Statistiche delle giocatrici
| Giocatore     | Serie A  | Serie A | Serie A     | Serie A    | Coppa Italia | Coppa Italia | Coppa Italia | Coppa Italia | Totale   | Totale | Totale      | Totale     |
| Giocatore     | Presenze | Reti    | Ammonizioni | Espulsioni | Presenze     | Reti         | Ammonizioni  | Espulsioni   | Presenze | Reti   | Ammonizioni | Espulsioni |
| ------------- | -------- | ------- | ----------- | ---------- | ------------ | ------------ | ------------ | ------------ | -------- | ------ | ----------- | ---------- |
| F. Angioletti | 0        | 0       | 0           | 0          | ?            | 0            | ?            | ?            | 0+       | 0      | 0+          | 0+         |
| R. Battistin  | 15       | 0       | 1           | 0          | ?            | 1            | ?            | ?            | 15+      | 1      | 1+          | 0+         |
| N. Bissoli    | 21       | 2       | 0           | 1          | ?            | 0            | ?            | ?            | 21+      | 2      | 0+          | 1+         |
| P. Brumana    | 20       | 16      | 3           | 1          | ?            | 12           | ?            | ?            | 20+      | 28     | 3+          | 1+         |
| D. Bucovaz    | 18       | 0       | 2           | 0          | ?            | 3            | ?            | ?            | 18+      | 3      | 2+          | 0+         |
| E. Buiatti    | 6        | -12     | 0           | 0          | ?            | ?            | ?            | ?            | 6+       | -12+   | 0+          | 0+         |
| E. Camporese  | 15       | 2       | 6           | 0          | ?            | 0            | ?            | ?            | 15+      | 2      | 6+          | 0+         |
| S. Di Filippo | 18       | 2       | 1           | 1          | ?            | 1            | ?            | ?            | 18+      | 3      | 1+          | 1+         |
| S. Donà       | 21       | 0       | 1           | 0          | ?            | 0            | ?            | ?            | 21+      | 0      | 1+          | 0+         |
| S. Gama       | 19       | 0       | 0           | 0          | ?            | 1            | ?            | ?            | 19+      | 1      | 0+          | 0+         |
| C. Marcutti   | 16       | -23     | 1           | 0          | ?            | -?           | ?            | ?            | 16+      | -23+   | 1+          | 0+         |
| M. Martinelli | 13       | 0       | 1           | 0          | ?            | ?            | ?            | ?            | 13+      | 0+     | 1+          | 0+         |
| I. Mauro      | 20       | 9       | 0           | 0          | ?            | 10           | ?            | ?            | 20+      | 19     | 0+          | 0+         |
| L. Minisini   | 5        | 0       | 0           | 0          | ?            | ?            | ?            | ?            | 5+       | 0+     | 0+          | 0+         |
| F. Pividori   | 3        | 0       | 0           | 0          | ?            | 0            | ?            | ?            | 3+       | 0      | 0+          | 0+         |
| D. Simeoni    | 13       | 0       | 2           | 0          | ?            | 1            | ?            | ?            | 13+      | 1      | 2+          | 0+         |
| E. Stabile    | 20       | 3       | 1           | 1          | ?            | 1            | ?            | ?            | 20+      | 4      | 1+          | 1+         |
| J. Tabacchi   | 4        | 0       | 0           | 0          | ?            | 0            | ?            | ?            | 4+       | 0      | 0+          | 0+         |
| L. Tommasella | 21       | 0       | 2           | 0          | ?            | 2            | ?            | ?            | 21+      | 2      | 2+          | 0+         |
| D. Turra      | 22       | 4       | 0           | 0          | ?            | 1            | ?            | ?            | 22+      | 5      | 0+          | 0+         |